# Bernard Palissy
Pour la commune Palissy durant l’Algérie française, voir Sidi Khaled.
Bernard Palissy, probablement né à Saint-Avit (hameau de Lacapelle-Biron,  Lot-et-Garonne) vers 1510 et mort à Paris, à la Bastille en 1589 ou 1590, est un potier, émailleur, peintre, artisan verrier, écrivain et savant français. Il appartient à l'École française de la Renaissance.
La majeure partie de son œuvre est exposée au musée national de la Renaissance du château d'Écouen.

## Biographie

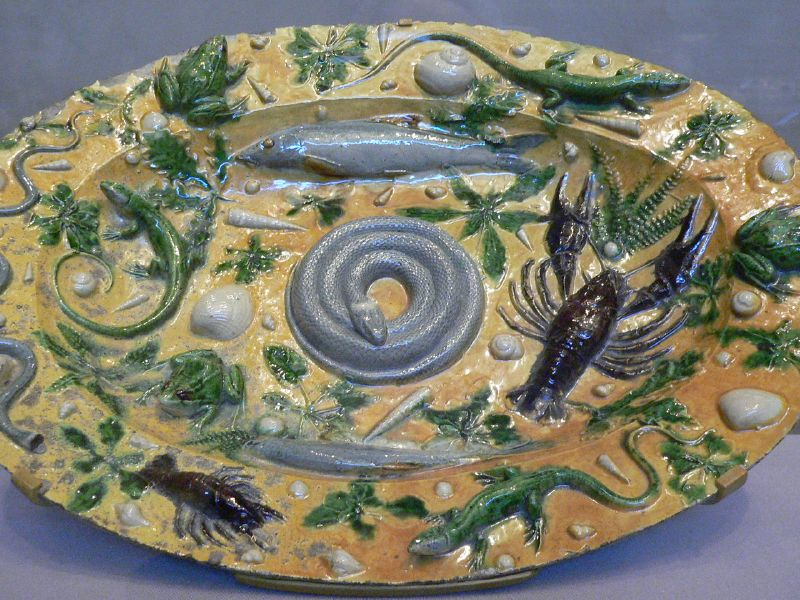
Plat rustique aux reptiles et écrevisses, Bernard Palissy, 1550.

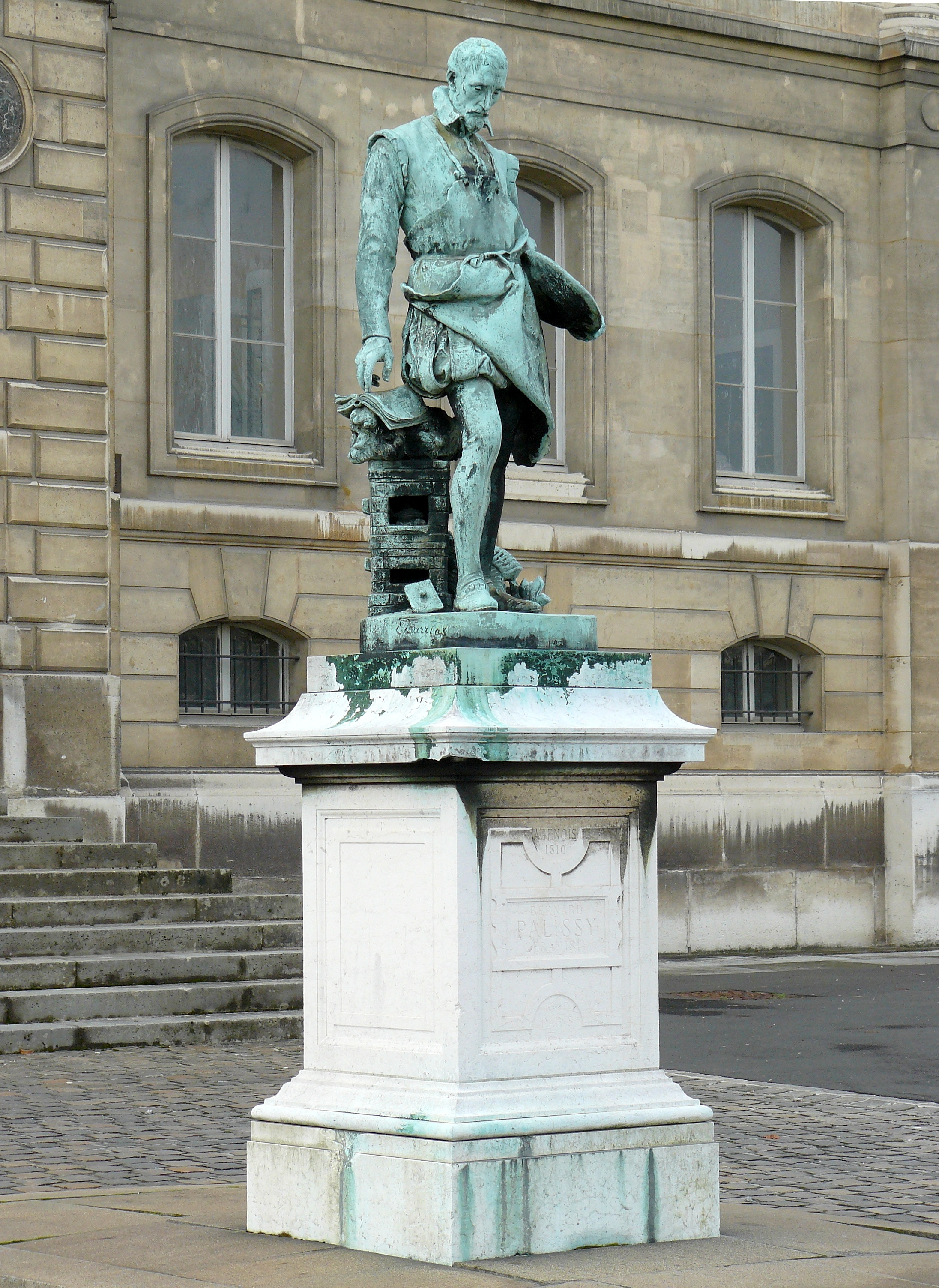
Statue par Louis-Ernest Barrias devant le musée national de Céramique à Sèvres.

Autodidacte issu d'une famille modeste – son père était peintre sur verre – il se vantait de ne parler « ni grec, ni latin ». En 1539, après avoir appris le métier de son père et voyagé, il s'établit à Saintes, se marie, et entame ses célèbres recherches sur l'émail blanc, qu'il arrive à mettre au point progressivement à partir de 1545.
En 1546, il se convertit au protestantisme,. Protégé successivement par Michelle de Saubonne, Anne de Parthenay (membre par mariage de la famille de Pons), puis Antoinette d'Aubeterre, dames de Soubise, il se lie avec le prêcheur Philibert Hamelin. En 1548, il devient le protégé du connétable Anne de Montmorency qu'il suit à Ecouen.
Vers 1555, il séjourne à Fontenay-le-Comte et se lie avec le sénéchal Michel Tiraqueau, fils du juriste. En 1557, il réside de nouveau à Saintes, où il a pour pasteur Charles de Clermont, dit La Fontaine ; ce dernier, qui succédait à Philibert Hamelin, pasteur formé à Genève, allait devenir le premier pasteur de Marennes.
En 1559, l'édit contre les protestants, signé à Écouen par Henri II, auquel Palissy avait offert de nombreuses œuvres, le mène en prison à Saintes. Son incarcération soulève une vague de protestations, alliant Louis Ier de Bourbon-Condé, le seigneur Guy de Chabot, baron de Jarnac, Antoine de Pons, le comte de la Rochefoucaud, François III.
En 1563, il est transféré à Bordeaux et son atelier est profané ; il est sauvé de la prison par l'action du connétable de Montmorency, son protecteur, qui présente promptement un placet à la Reine-mère, et obtient du roi l'ordre de lui rendre la liberté. Sans lui, Palissy ne serait sorti de prison que pour marcher au supplice. La même année, il fait imprimer sa Recepte véritable à La Rochelle.
À partir de fin 1566 il travaille à la réalisation d'une « grotte rustique » à Paris, d'abord pour le Connétable, puis pour Catherine de Médicis, aux Tuileries. Deux de ses fils l'aident dans cette œuvre.
En 1572, protégé de Catherine de Médicis, il ne survit à la Saint-Barthélemy qu'en se réfugiant à Sedan. De retour à Paris en 1574, il y donne l'année suivante des cours scientifiques et fait placarder des affiches à tous les carrefours pour annoncer leur commencement au Carême. Ses conférences portent sur les eaux et les fontaines, les métaux, contre l'alchimie, contre l'or potable recommandé par Roch le Baillif, pour l'antimoine, à propos de l'arc-en-ciel. Il a alors pour disciple Guy Patin[Information douteuse].
En décembre 1586 il est arrêté comme huguenot, sur ordre de la Ligue et condamné au bannissement en juin 1587, mais il reste à Paris. Arrêté à nouveau en mai 1588, il est condamné à mort, va en appel et voit sa peine commuée en prison à vie. Emprisonné d'abord à la Conciergerie, il meurt à la Bastille en 1589 (ou 1590 ?), « de faim, de froid et de mauvais traitements ».
Il était marié et père de six enfants, trois garçons et trois filles.

### Céramiste
À partir de 1530, cet autodidacte étudie la technique de cuisson des émaux. « Peintre sur verre et faïence », un métier appris auprès de son père, il compose de nombreux vitraux.

« Il me fut montré une coupe de terre, tournée et émaillée d'une telle beauté, que dès lors j'entrais en dispute avec ma propre pensée. »

— Bernard Palissy
La découverte d'une coupe de céramique émaillée, d'un superbe blanc, dans la collection d'un grand seigneur, lui cause une telle surprise qu'il décide de découvrir le secret de sa fabrication. Certains historiens ont supposé que cette pièce de céramique blanche était une majolique italienne, il pourrait en effet s'agir d'une belle coupe ramenée d'Italie par son ami Antoine de Pons, ambassadeur à Ferrare, en Italie. Il pourrait également s'agir de porcelaine chinoise, déjà fort prisée par les amateurs de belles choses. Il est également possible qu'il s'agisse de faïence de Saint-Porchaire. Ignorant sa nature, sa composition et ses procédés de fabrication, il va alors s'acharner à percer le secret de la composition de cet émail blanc qui, disait-on, était la source des couleurs.

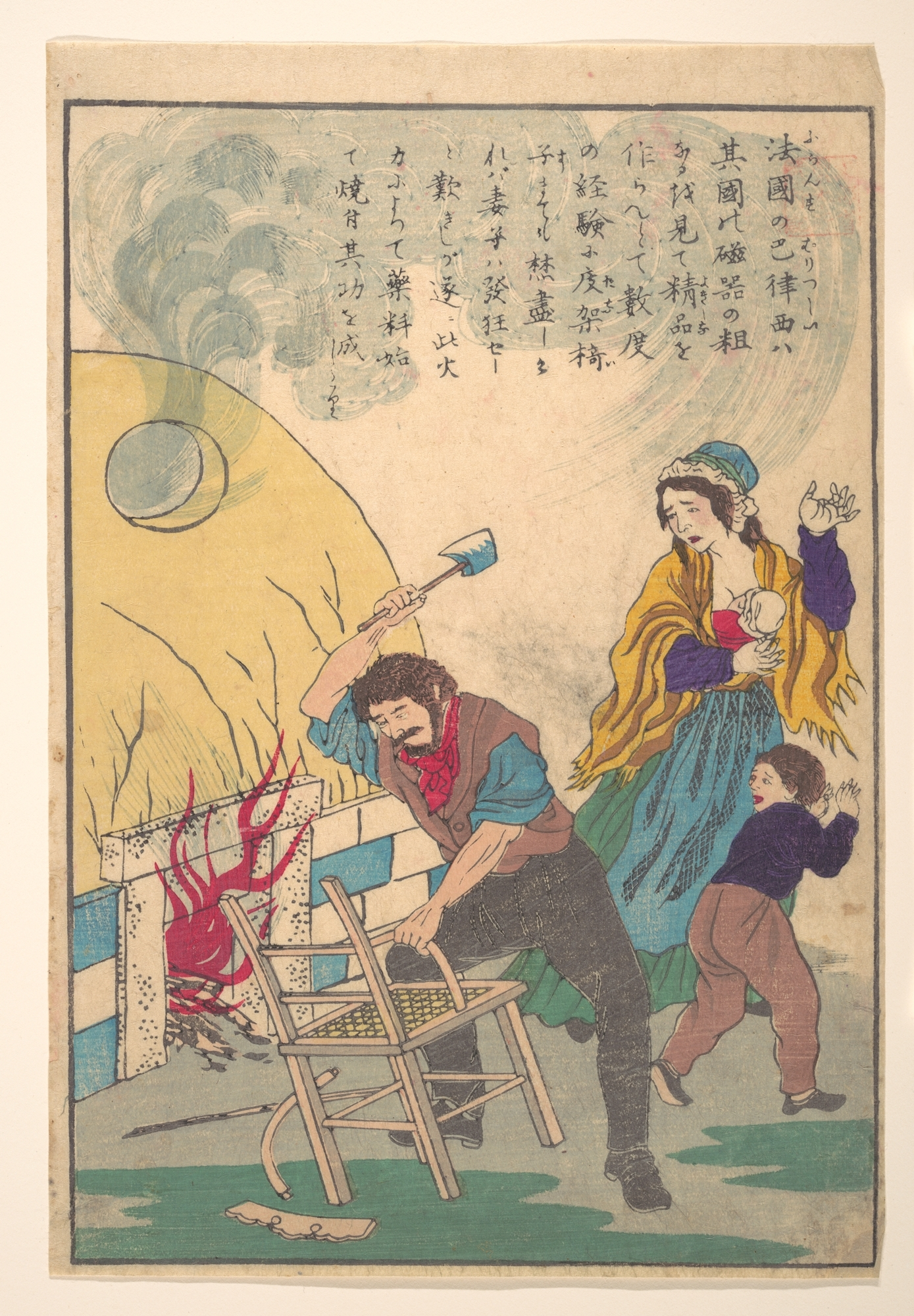
Bernard Palissy dans Vies des grands personnages de l'Occident, c.1870, New-York, MET (art japonais, anonyme). Cette estampe japonaise dépeint la scène où Palissy fut contraint de brûler ses meubles.

Dans les poteries proches de La Chapelle-des-Pots, il acquiert les bases de la poterie traditionnelle saintongeaise. De 1536 à 1556, il consacre vingt ans de sa vie à tenter de reproduire la glaçure de la coupe qu'il avait vue ; qui ne connaît l'histoire de Palissy, à court de bois, brûlant ses tables et son plancher pour y parvenir ?

« Le bois m'ayant failli, je fus contraint brusler les estapes qui soustenayent les tailles de mon jardin, lesquelles estant bruslées je fus contraint brusler les tables et plancher de la maison. »

— Bernard Palissy
C'est en 1555, après une vingtaine d'années d'épreuves physiques et morales, endurant les reproches de sa femme et les moqueries de ses voisins, qu'il peut couvrir ses poteries d'un émail jaspé : le seul qui fasse le vrai mérite de ses ouvrages de terre.
S'il échoue cependant à découvrir le secret de la porcelaine chinoise, il innove en adaptant à la céramique le goût des grottes importé d'Italie vers le milieu du XVIe siècle. Ses pièces les plus connues sont des vases, statuettes, bassins, plats, ustensiles divers qu'il nomme ses rustiques figulines. Ces céramiques, évolution décorative de la céramique vernissée populaire, incluent des fruits, des feuilles ou des reptiles dans leurs décors naturalistes en relief. Elles resteront définitivement associées à son nom.
Ces travaux ont déjà attiré localement l'attention quand, en 1548, le connétable Anne de Montmorency est envoyé en Saintonge pour mater une révolte contre la gabelle.
Découvrant les talents de Palissy, Anne de Montmorency, grand esthète, le fait travailler à la décoration du château d'Écouen, en cours de construction, et le protège comme de nombreux autres artistes tels que Jean Goujon et Masseot Abaquesne.

#### Œuvre céramique

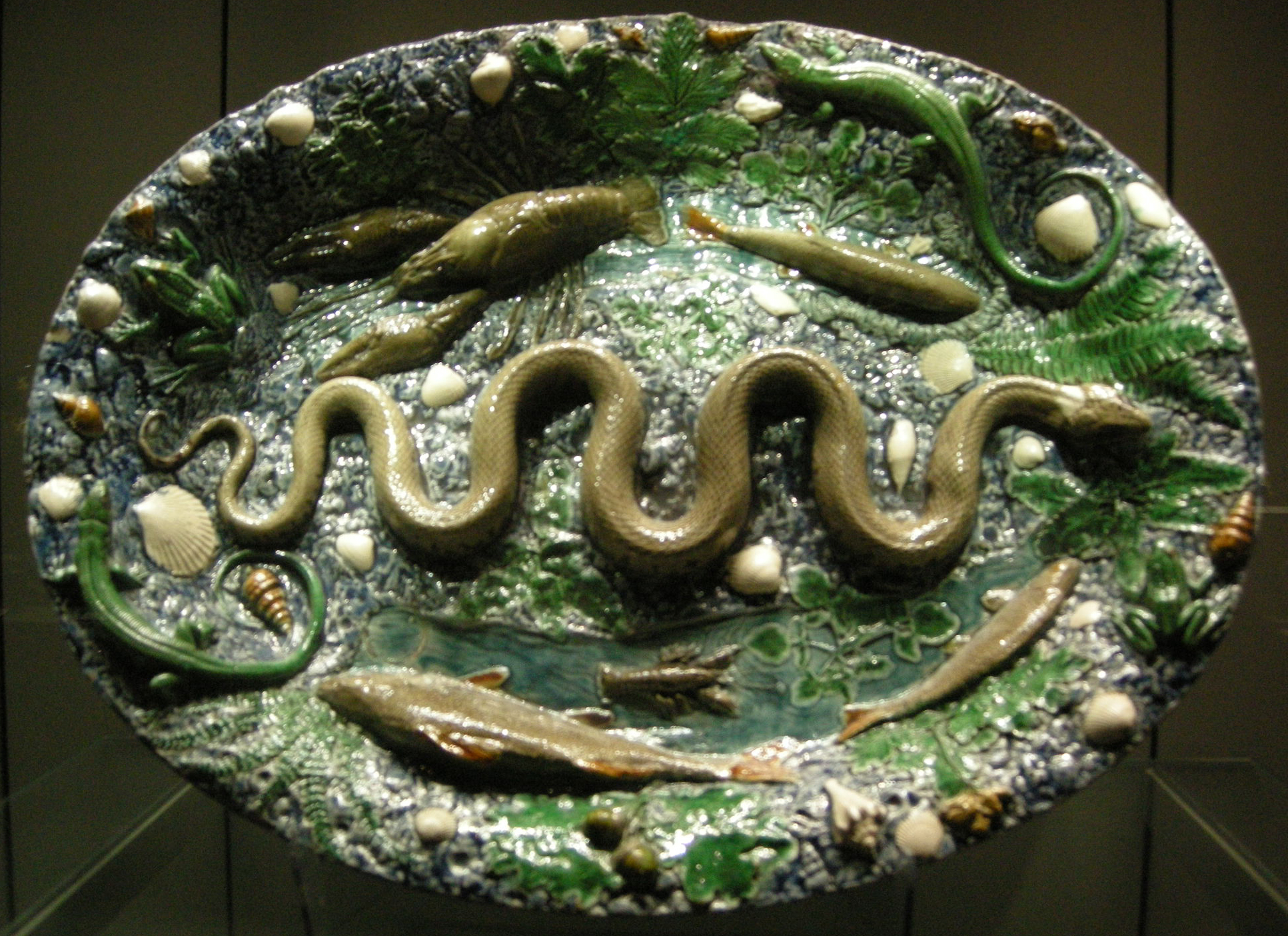
Bassin « rustique », musée du Louvre, Paris. Une pièce semblable est conservée au château d'Écouen.

##### Musée du Louvre
Vaisselle
- Bassin « rustique » orné d'un médaillon représentant Diane et Callisto et Proserpine et Pluton. Atelier de Bernard Palissy (1560 env.).
- Récipient : L'Enfance de Bacchus (1580 env.).
- Le Christ lavant les pieds de Simon Pierre (1580 env.).

Sculptures (à partir de 1580 env.)
- Porte-lumière représentant un jeune homme en buste.
- Porte-lumière en forme de chimère.

##### Musée national de la Renaissance
- Tous les objets appartenant à l’atelier parisien de Palissy ont été déposés en 1991 au château d'Écouen, afin qu’un inventaire complet en soit établi avant leur présentation au public dans une des salles du château.

### Homme de science

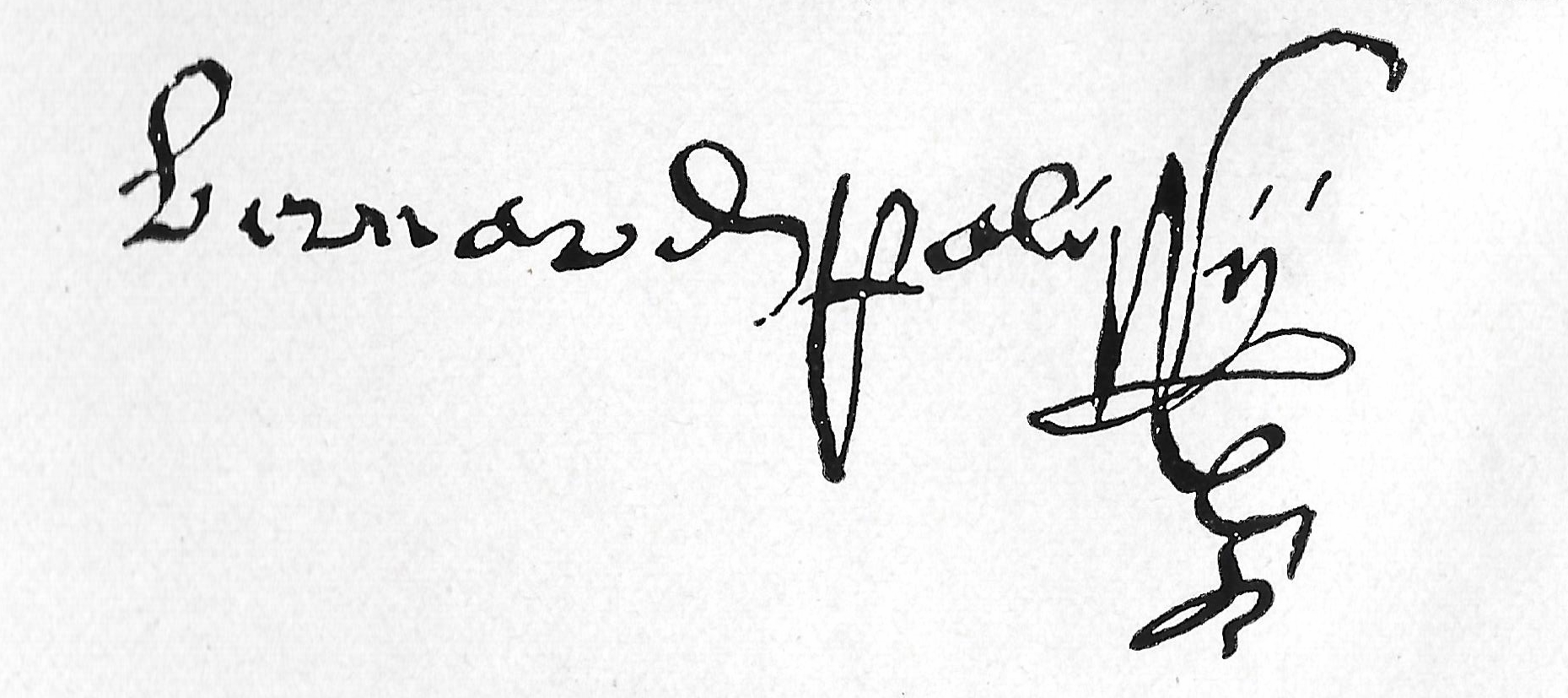
Fac-similé de la signature de Bernard Palissy.

Tout au long de ces persécutions, il subsiste grâce à son activité d'arpenteur-géomètre. Il effectue notamment le relevé des marais salants de Saintonge en 1543 et dessine le parc du château de Troissereux.
Bernard Palissy posséda un cabinet de curiosités qu’il mentionne dans sa dédicace au "Sire Anthoine de Ponts" au début de Discours admirables de la nature des eaux et fontaines ... (1580): il l’avait constitué afin de réunir des preuves des faits qu’il défendait au sujet notamment des fossiles, qui étaient, selon lui, des débris d’animaux. (En réalité, ce qu'il a écrit sur l'origine organique des fossiles est plagié de Jérôme Cardan.) On peut noter aussi qu’il oppose son approche en contact direct avec la réalité étudiée à celle des « philosophes » reconnus qui trouvaient leur science dans des livres écrits en latin.
Plus loin, il indique avoir pratiqué, pour faire avancer la science, une méthode par débat contradictoire : il avait invité dans son cabinet les scientifiques les plus prestigieux, et les avait même poussés à lui fournir des contre-arguments en leur faisant payer l'entrée !
Enfin, il forme le vœu que les livres scientifiques soient rédigés en français ou traduits en français pour être plus accessibles.

#### Écrits
- Architecture et ordonnance de la grotte rustique de Monseigneur le duc de Montmorency, 1562. Il est probable que cette grotte, ébauchée, ne fut jamais terminée.
- Recepte véritable par laquelle tous les hommes de la France pourront apprendre à multiplier et augmenter leurs thrésors : Item ceux qui n'ont jamais eu cognaissance des lettres pourront apprendre une philosophie nécessaire à tous les habitans de la terre. Item en ce livre est contenu le dessein d'un jardin délectable. Item le dessein et ordonnance d'une ville de forteresse la plus imprenable qu'homme ouyt jamais parler, La Rochelle, 1563 (lire en ligne).
- Discours admirable de la nature des eaux et fontaines tant naturelles qu'artificielles, Paris, 1580 (lire en ligne). Ce mémoire sera reconnu comme pertinent quant au cycle de l'eau et de l'alimentation des sources par les pluies.
- Dans L’Art de terre, il consigne sa longue lutte pour la fabrication d'un émail français (les Italiens maîtrisant déjà parfaitement ce savoir-faire) sans pourtant ne dévoiler rien de sa technique…
- Il travaille également au rôle des sels minéraux dans la vie végétale et à l'étude des coquilles fossiles (plusieurs ouvrages sur les fossiles).

## Postérité

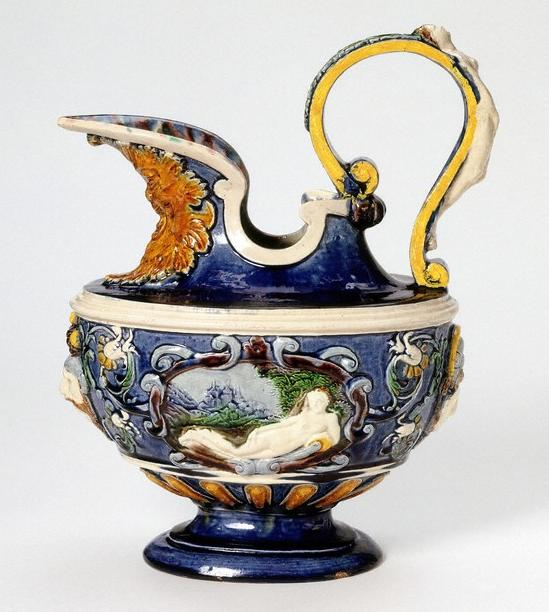
Cruche, 1580-1600, suiveur de Bernard Palissy, Victoria and Albert Museum. Cette pièce spectaculaire, attribuée initialement à Palissy, fut acquise par le musée en 1860, au moment où l'engouement pour l'artiste atteignait des sommets.

Sa vie géniale et tumultueuse est à l'origine d'un véritable « mythe palisséen ». Les Lumières et les révolutionnaires verront en lui le type même « du génie persécuté par l'Église ».
Si Palissy est mentionné dans de nombreux documents du XVIe siècle, aucun de ses confrères, scientifiques et artisans, n'a formulé un quelconque avis sur son travail. Pourtant, sa légende naît presque dès sa disparition et est dramatisée par des chroniqueurs contemporains aussi éminents qu'Agrippa d'Aubigné.

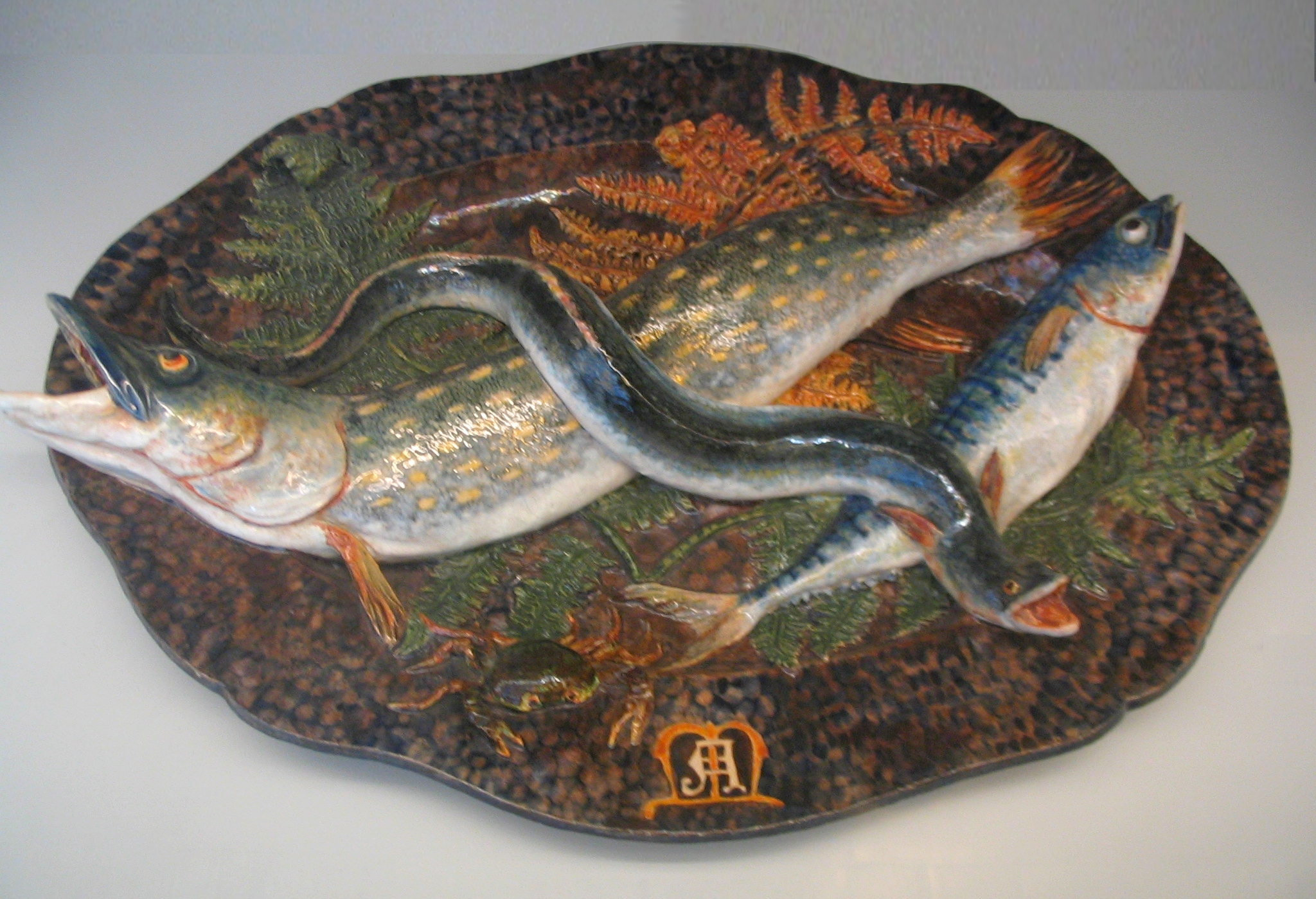
Postérité du style Palissy : plat de poissons par Auguste Chauvigné (1829-1904), Tours. Faïence émaillée, musée des arts décoratifs de Paris.

Au XVIIe siècle, Palissy est connu comme le « paysan du Saintonge » et ses connaissances en hydrologie ou en agriculture semblent surpasser celles des savants de l'époque. Ses écrits sont cependant censurés.
Il faut attendre le XVIIIe siècle pour les voir réédités, loin de faiblir, cet engouement va en augmentant ; ainsi, en 1777, Barthélemy Faujas de Saint-Fond, géologue et volcanologue, publia les Œuvres de Bernard Palissy, revues sur les exemplaires de la Bibliothèque du Roi.
Au XIXe siècle, il inspire à Balzac la figure de Balthazar Claës dans La Recherche de l'absolu. Le XIXe siècle donne à Palissy une dimension imposante et amorce même la naissance d’un véritable culte. Son art connaît un prodigieux regain d’intérêt et un trouve des artistes néo-palisséens tels que Charles Avisseau et Auguste Chauvigné à Tours, Georges Pull et Victor Barbizet à Paris, Alfred Renoleau à Angoulême, et par l’intérêt des grands collectionneurs européens.

À l'étranger de nombreuses productions s'inspirent de son style naturaliste exubérant, comme les céramiques d'António Alves Cunha (1856-1941) à Caldas da Rainha (Portugal).
À titre d'exemple des faiences de Bernard Palissy firent partie de la vente à Paris du 16 au 19 mai 1865 en 401 lots de la collection d'objets d'art et de curiosité du baron et diplomate Paul (Perrée) de La Villestreux (1828-1871), domicilié à Paris. Le plat ovale qui fut alors lithographié par Lemercier (arch. pers.) présente un décor similaire à ceux du plat et du bassin dits "rustiques" reproduits supra. En 1871 et 1872 eurent lieu d'autres ventes post-mortem de ses collections.

### Réparations, copies et contrefaçons
« La renommée des œuvres de Palissy leur fit subir l'imitation et la contrefaçon, d'autant plus que les formes  ainsi que les matrices originales, à l'aide desquelles les fils et successeurs de l'inventeur continuèrent à travailler, s'usèrent et donnèrent des exemplaires empâtés (...) les imitations se continuent pendant tout le dix-septième siècle, pour reprendre au dix-neuvième (... ). À l'époque où les Palissy furent recherchés, des artisans improvisés réparateurs modelèrent des cols, des anses et des pieds dans (sa) manière, pour remettre à neuf de nombreuses pièces authentiques, sans se rendre compte que les tons dont ils couvraient les parties réparées étaient, pour un grand nombre, de pure fantaisie, Palissy n'ayant guère employé que quatre  tons : le bleu de cobalt, le vert de cuivre, le violet de manganèse et le jaune de fer. Pull l'imita d'une  façon tellement remarquable que  ses premières copies furent vendues à des prix très élevés comme fayences originales (...). Le père Porthiot était le plus célèbre vieillisseur de céramique française et étrangère; il imitait admirablement les  Palissy et avait en outre vieilli plus de quatre mille assiettes, vases, etc. Sa fortune fut estimée à plus de 300 000 francs. »
En 2009, la figure de Palissy est évoquée par les personnages du roman de la romancière britannique A. S. Byatt, The Children's Book.
Au XXe siècle, le « style Palissy » s'adapte, à partir de 1920, aux tendances contemporaines des Art nouveau et Art déco.

## Hommages

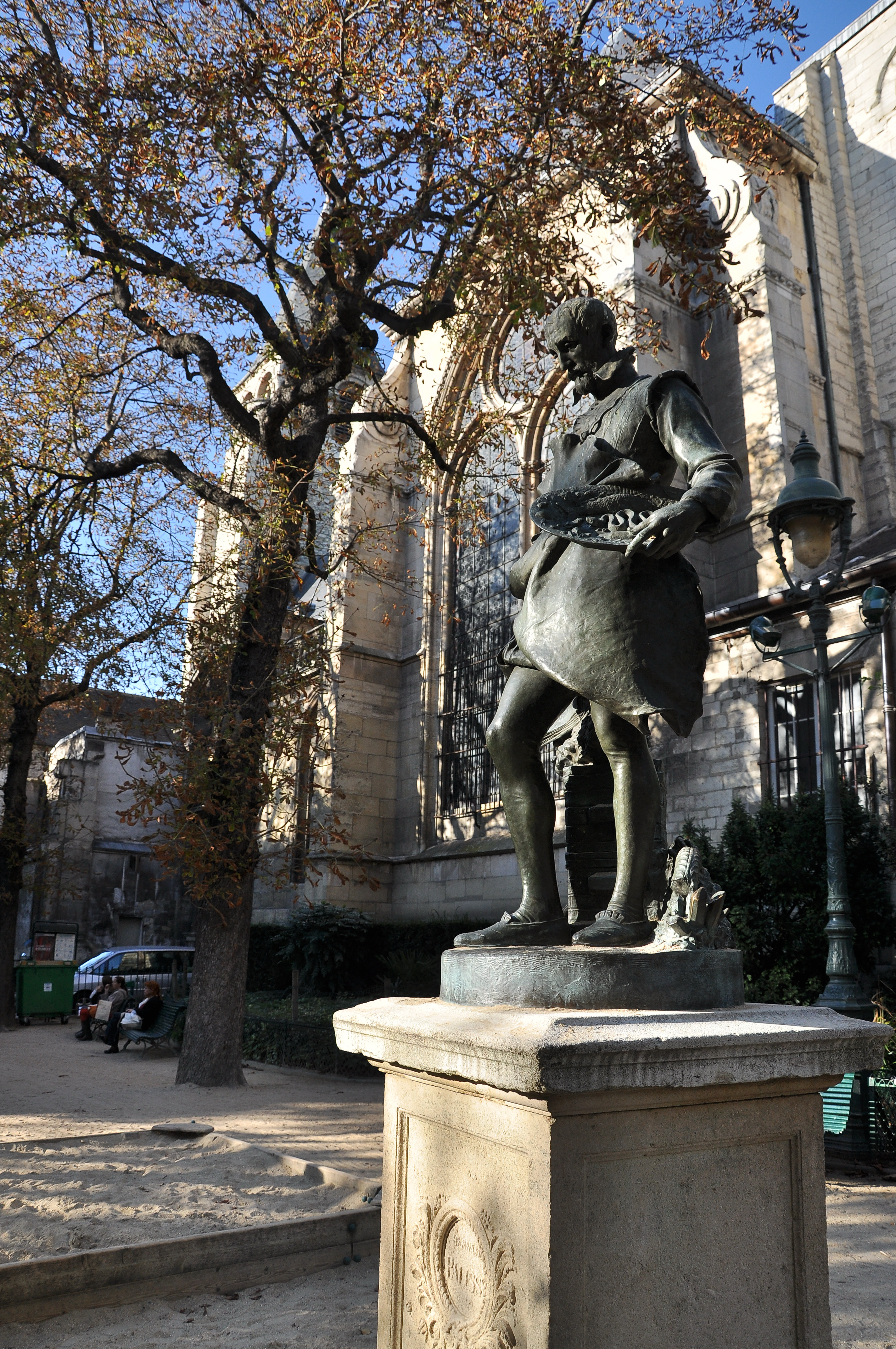
Statue de Bernard Palissy, square Félix-Desruelles (Paris).

Une dizaine d'établissements portent le nom de Bernard Palissy :
- Collège et lycée Bernard-Palissy, Boissy-Saint-Léger
- Collège Bernard-Palissy, Paris
- École Bernard-Palissy, Mantes-la-Jolie
- Lycée professionnel Bernard-Palissy, Maromme
- Groupe scolaire Bernard-Palissy, La Rochelle
- École primaire publique Bernard-Palissy, Malicorne-sur-Sarthe
- École maternelle publique Bernard-Palissy, Aubagne
- Lycée Bernard-Palissy, Gien
- Lycée général Bernard-Palissy, Saint-Léonard-de-Noblat
- Lycée général et professionnel Bernard-Palissy, Saintes
- Lycée Bernard-Palissy, Agen

Une rue porte son nom à Tarbes, dans le 6e arrondissement de Paris ainsi qu'à Tours et à Limoges, Lille, Roubaix, Tourcoing, Wasquehal, Oignies et de nombreuses autres communes.
Une avenue porte son nom dans la ville de Saint-Cloud (Hauts-de-Seine).
Un quartier porte son nom dans la ville de Joinville-le-Pont (Val-de-Marne)).
La Base Palissy, base de données sur le patrimoine mobilier de la France, créée en 1989, porte son nom.

## Musées

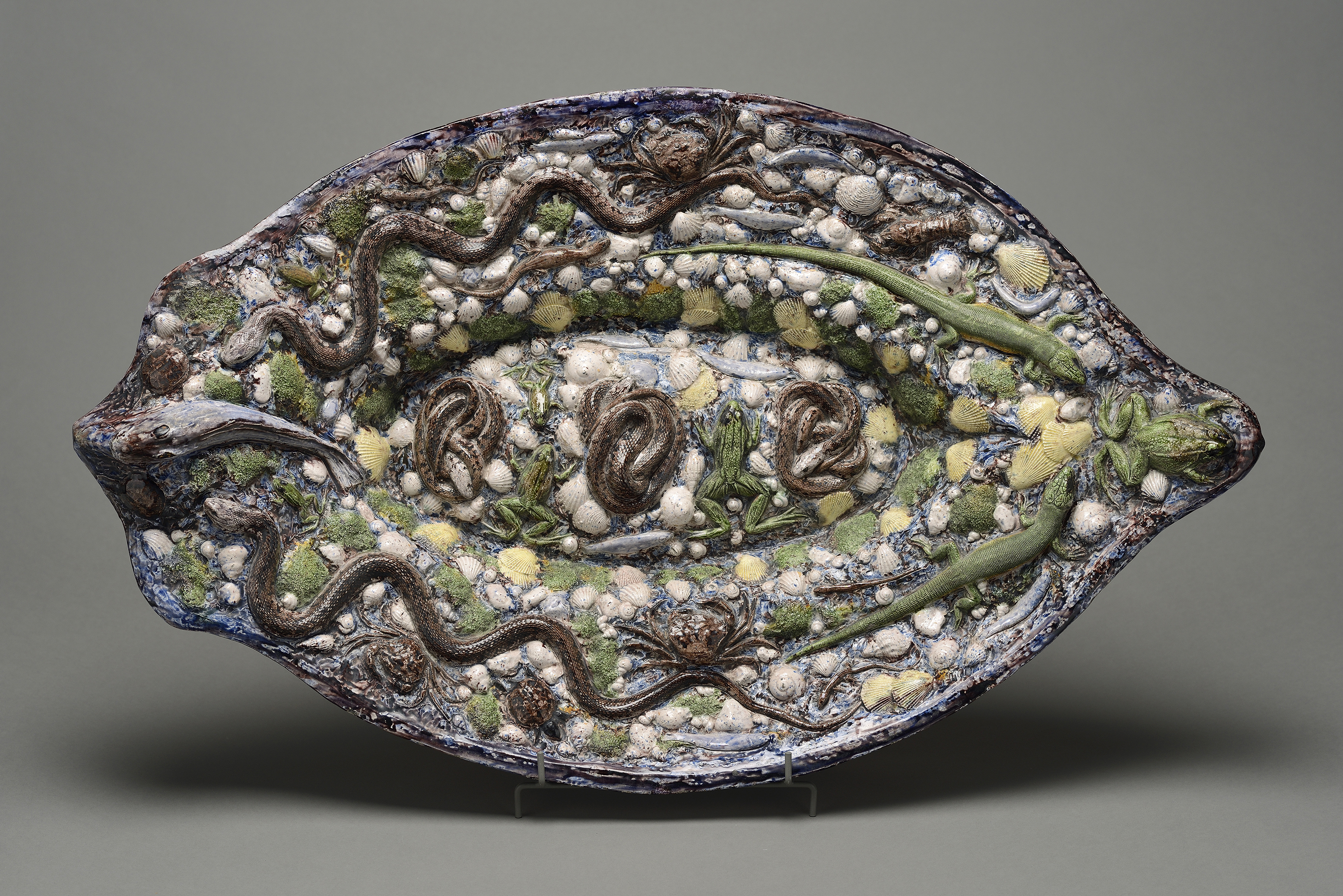
Bassin en forme de nacelle, fin du XVIe siècle, terre cuite à glaçure plombifère de grand feu, musée des Beaux-Arts de Lyon

- Charente : Angoulême : musée des Beaux-Arts
- Charente-Maritime :
  - Saintes : musées Dupuy-Mestreau et du Présidial
  - La Rochelle : musée du Protestantisme
- Deux-Sèvres : 
  - Parthenay : musée Georges-Turpin
  - Thouars : musée Henri-Barré
- Paris : Louvre et Petit Palais
- Lyon : musée des Beaux-Arts
- Sèvres : musée national de Céramique
- Val-d'Oise : 95440, château d'Écouen
- Le musée Bernard-Palissy de Saint-Avit, hameau entre Gavaudun et Lacapelle-Biron dans la vallée de la Lède, au nord du département de Lot-et-Garonne[16]. La tradition orale déclare ce lieu comme étant le berceau natal de Bernard Palissy.
- Haute-Vienne : Limoges : musée national de la porcelaine Adrien-Dubouché (fragments de la grotte des tuileries, plats aux rustiques figulines, plats de l'école de Palissy)
- Béziers : musée de la Céramique, collection Christine-Viennet
- Rouen : musée de la Céramique de Rouen